# فريتز دانر
فريتز دانر (بالألمانية: Fritz Danner)‏ هو لاعب جمباز ألماني، (ولد في ميلوز في فرنسا 1877  م).

## وصلات خارجية
- فريتز دانر على موقع أوليمبيديا (الإنجليزية)